# هلسینکی
هِلسینکی (به فنلاندی: Helsinki و به سوئدی: ) پایتخت و بزرگ‌ترین شهر در کشور فنلاند است.

## تاریخچه

خانه نخل هلسینکی که در باغ گیاه‌شناسی دانشگاه هلسینکی قرار دارد و در سال ۱۸۸۹ ساخته شده است.

هلسینکی در سال ۱۵۵۰ میلادی بنا نهاده شد و پس از ۲۵۰ سال در سال ۱۸۱۲ میلادی به عنوان پایتخت فنلاند انتخاب گردید. این شهر در جنوبی‌ترین نقطه فنلاند و در ساحل خلیج فنلاند واقع شده و ۷۱۵ کیلومتر مربع (مجموعاً ۱۹۰ مایل مربع محدوده آبی و ۸۳ مایل مربع محدوده زمینی) وسعت و نزدیک به ۶۵۰٬۰۰۰ نفر جمعیت دارد. هلسینکی به همراه شهرهای اسپو، وانتا و کاونیاینن کلان‌شهر هلسینکی بزرگ را تشکیل می‌دهند که که جمعیت آن حدود ۱٫۵ میلیون نفر برآورد می‌شود. از این منظر هلسینکی تبدیل به پرجمعیت‌ترین منطقه شهری فنلاند و همچنین مهم‌ترین مرکز این کشور برای سیاست، آموزش، امور مالی، فرهنگ و تحقیقات شده است.

## شهرهای خواهر
هلسینکی در ۸۰ کیلومتری شمال تالین مرکز استونی، ۴۰۰ کیلومتری شرق استکهلم مرکز سوئد و ۳۰۰ کیلومتری غرب سن پترزبورگ در روسیه واقع شده است؛ و به لحاظ تاریخی و فرهنگی با این ۳ شهر ارتباط تنگاتنگی دارد.

## حمل و نقل

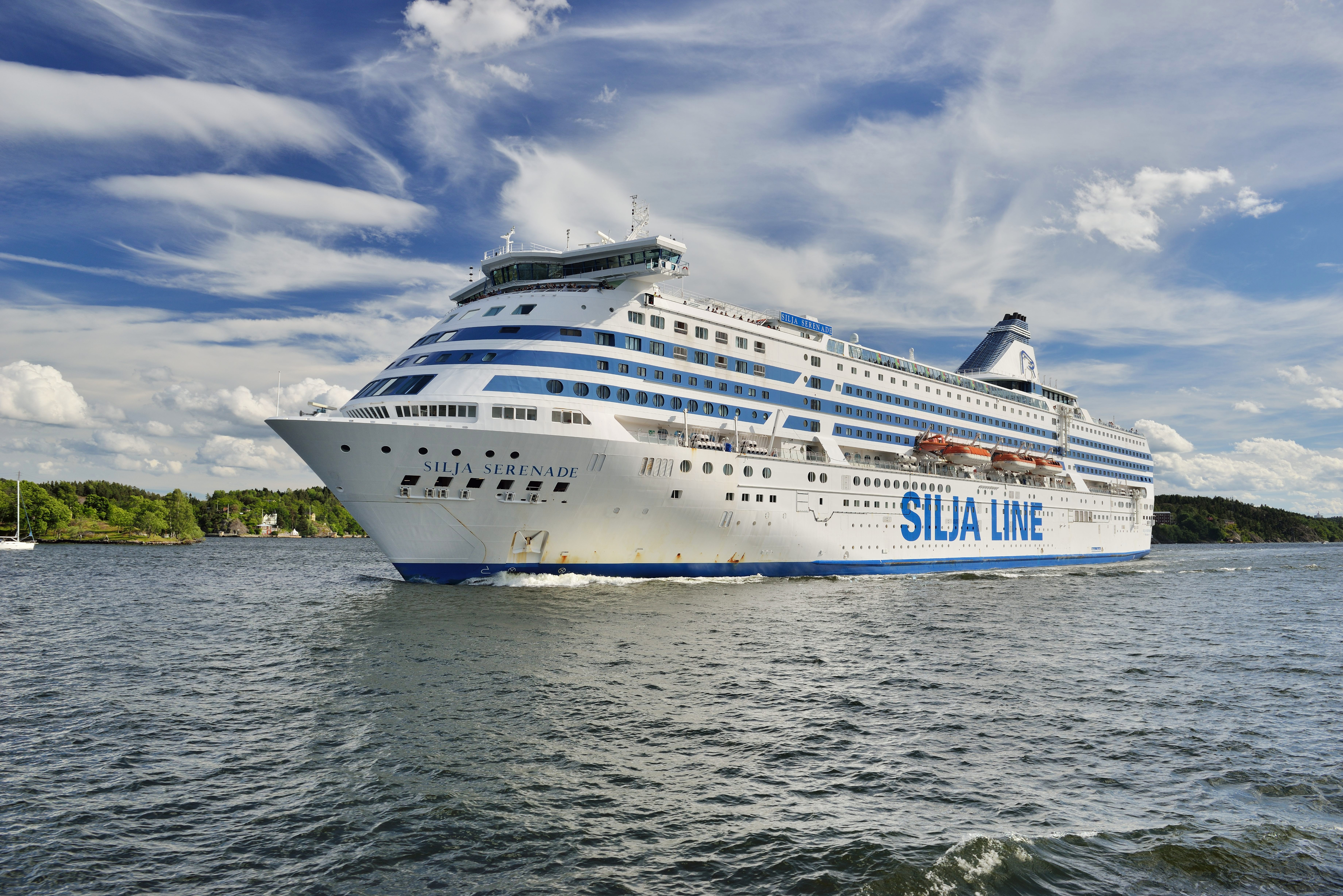
کشتی تفریحی در فنلاند

در برخی منابع به این شهر به عنوان تنها کلان‌شهر فنلاند اشاره می‌شود. هلسینکی دارای شمالی‌ترین سازه مترو در جهان با بیش از ۱ میلیون نفر مسافر است. متروی هلسینکی در سال ۱۹۸۲ تأسیس شده و هم‌اکنون دارای ۲ خط و ۱۷ ایستگاه می‌باشد.
این شهر شمالی‌ترین پایتخت یک کشور عضو اتحادیه اروپا محسوب می‌شود. پس از استکهلم و اسلو، هلسینکی دارای سومین شهرداری بزرگ در کشورهای شمال اروپا است. فرودگاه بین‌المللی هلسینکی واقع در وانتا به بسیاری از مقصدهای اروپا و آسیا پرواز دارد.

## میزبانی‌های فرهنگی، هنری و ورزشی
هلسینکی میزبان بازی‌های المپیک تابستانی ۱۹۵۲، پایتخت فرهنگی اروپا در سال ۲۰۰۰، پایتخت طراحی جهانی در سال ۲۰۱۲ و میزبان ۵۲امین مسابقه آواز یوروویژن در سال ۲۰۰۷ بوده است.

## شاخص زندگی
این شهر یکی از بالاترین استانداردهای زندگی شهری در دنیا را دارد. بر اساس گزارش اکونومیست در سال‌های ۲۰۱۱ و ۲۰۱۶ این شهر رتبه ۱ شاخص زندگی و رده ۹ رتبه‌بندی جهانی امید به زندگی بین ۱۴۰ کلان‌شهر دنیا را به خود اختصاص داده است.

## نگارخانه

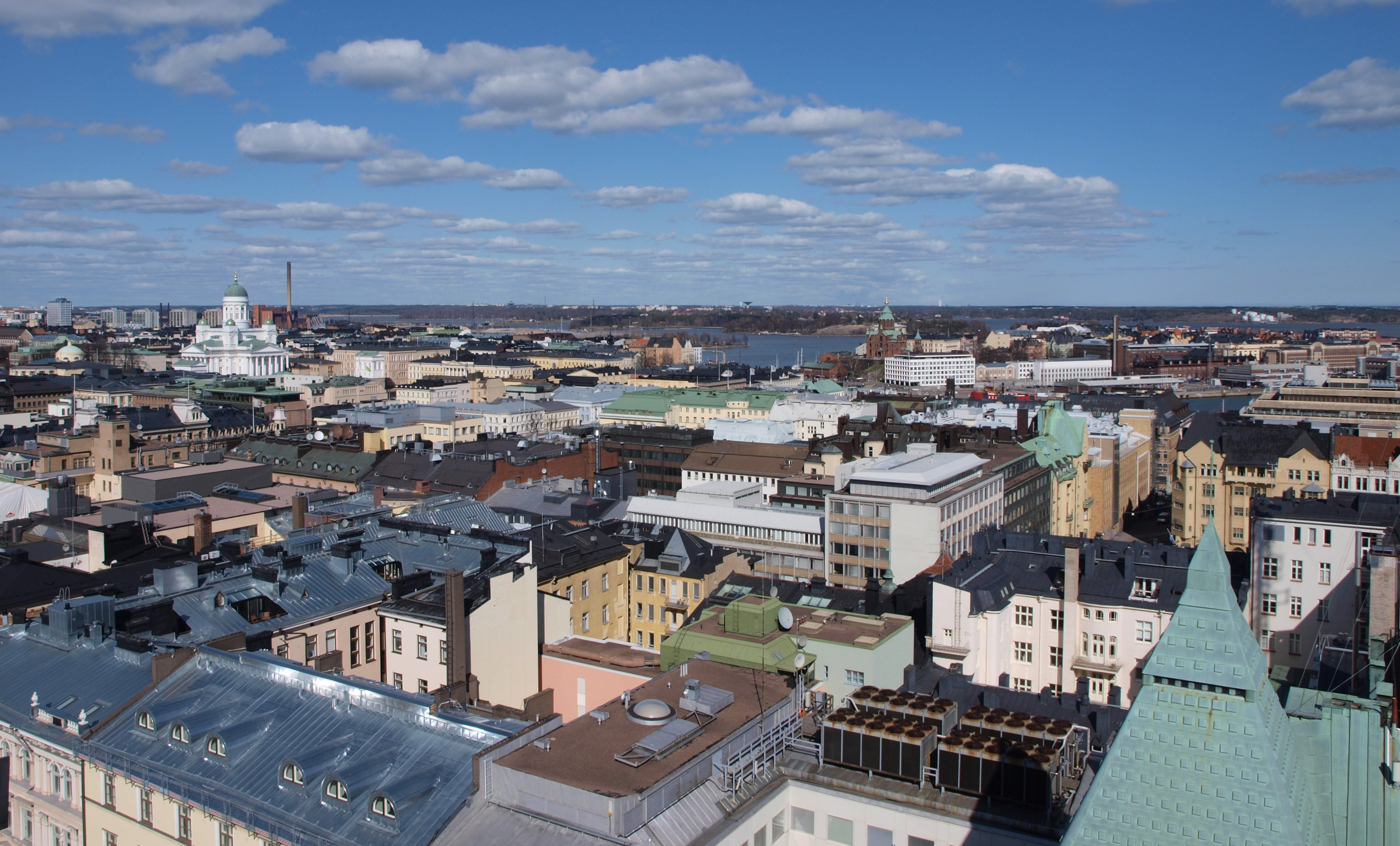
خط افق مرکز هلسینکی، همانطور‌که از سقف ایستگاه آتش نشانی Erottaja دیده می‌شود.
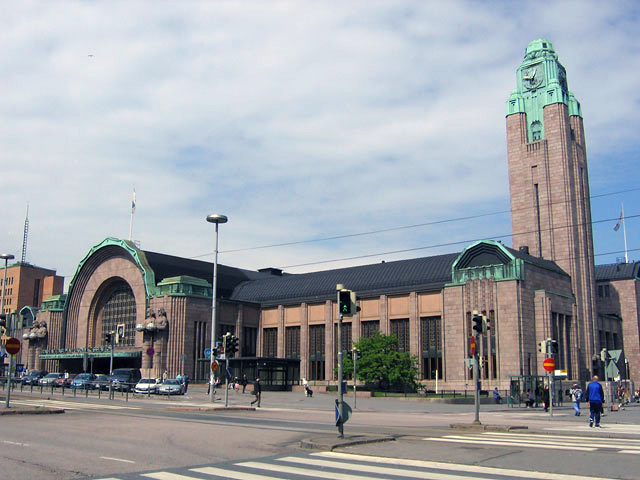
ایستگاه راه آهن مرکزی هلسینکی
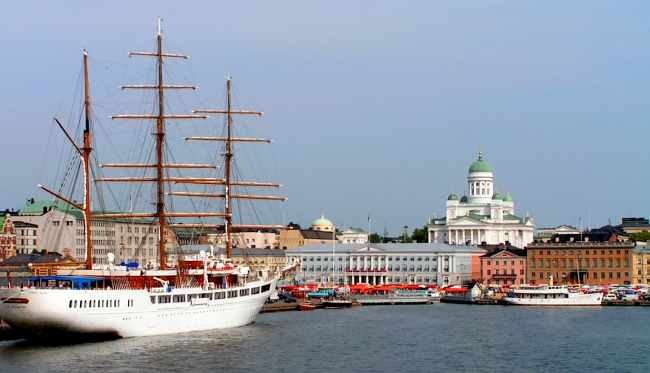
بندر جنوبی هلسینکی
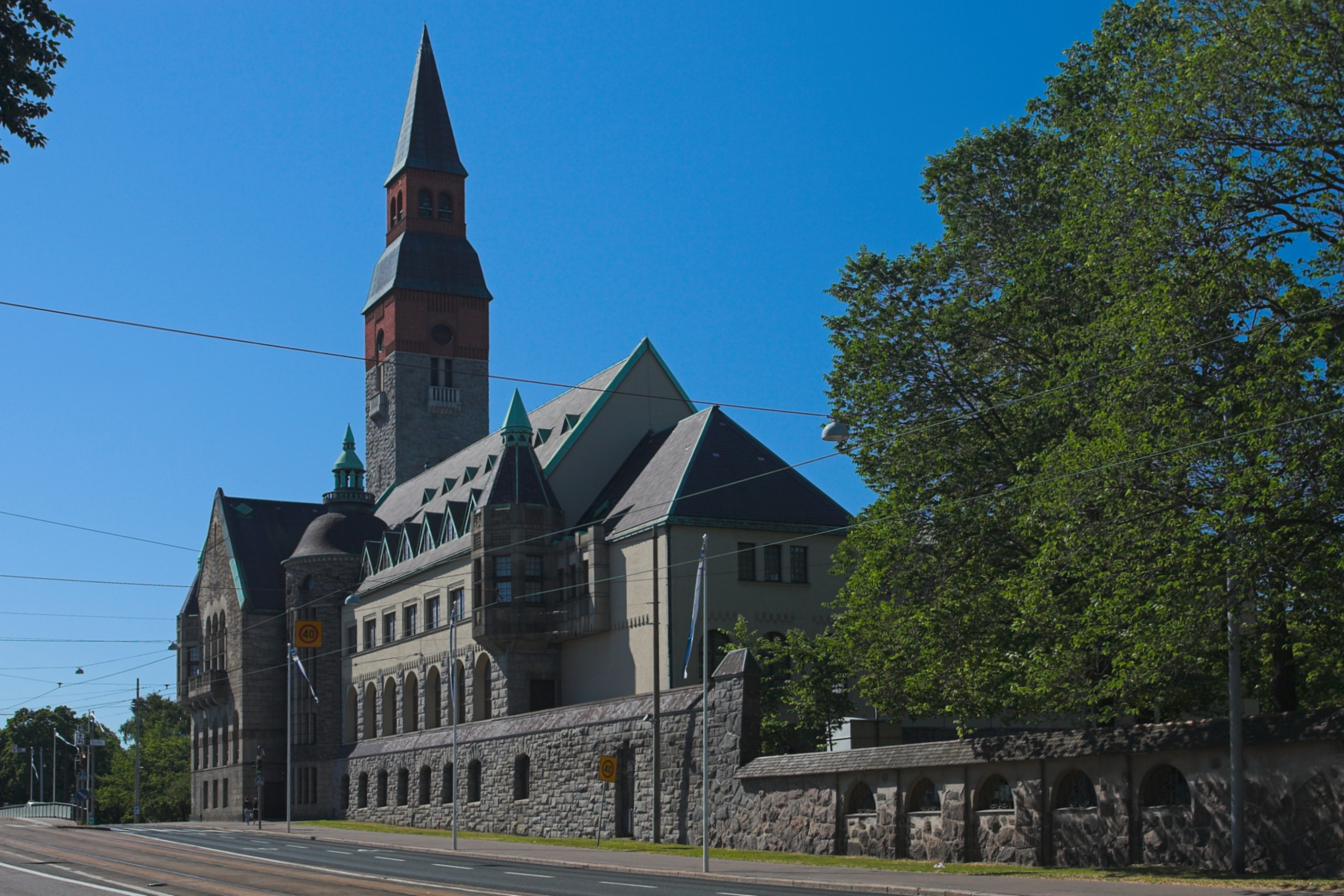
موزه ملی فنلاند در هلسینکی قرار دارد.
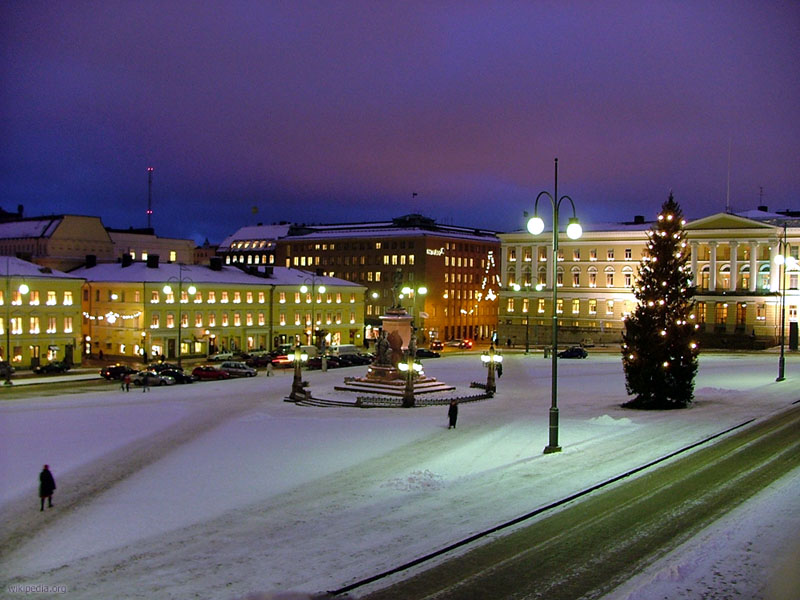
میدان سناتور در یک صبح زمستانی در ماه دسامبر.
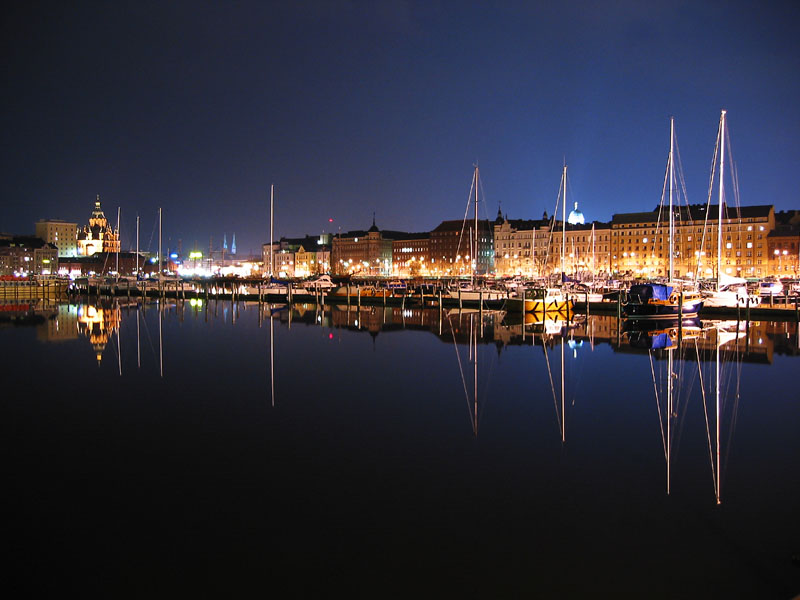
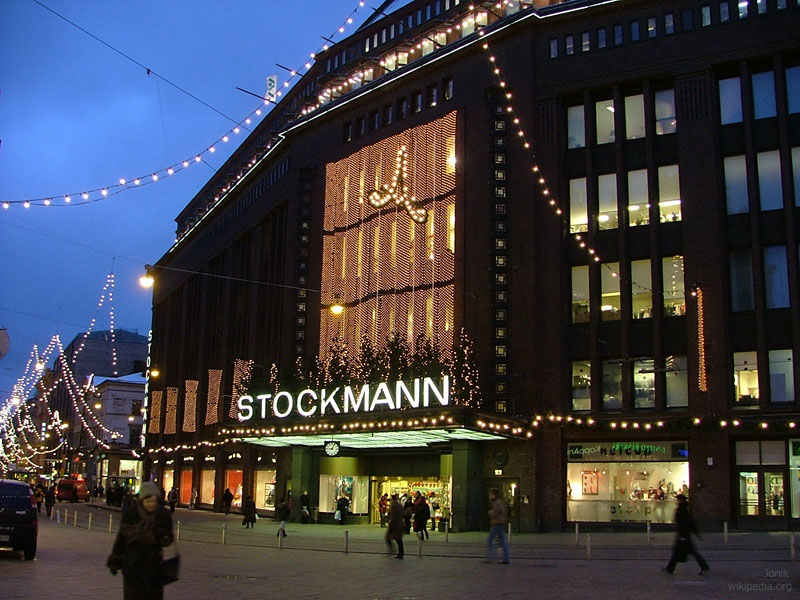
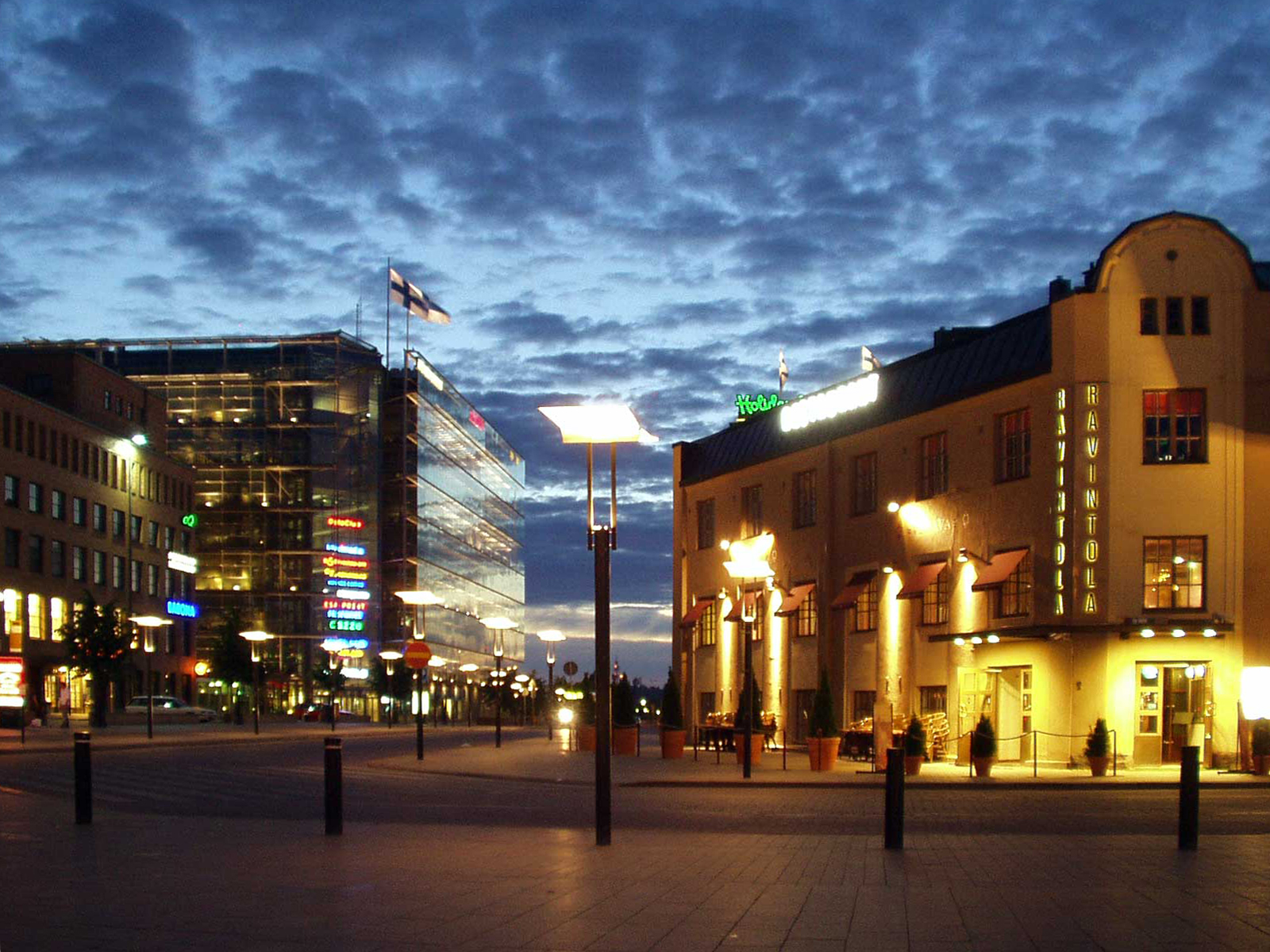
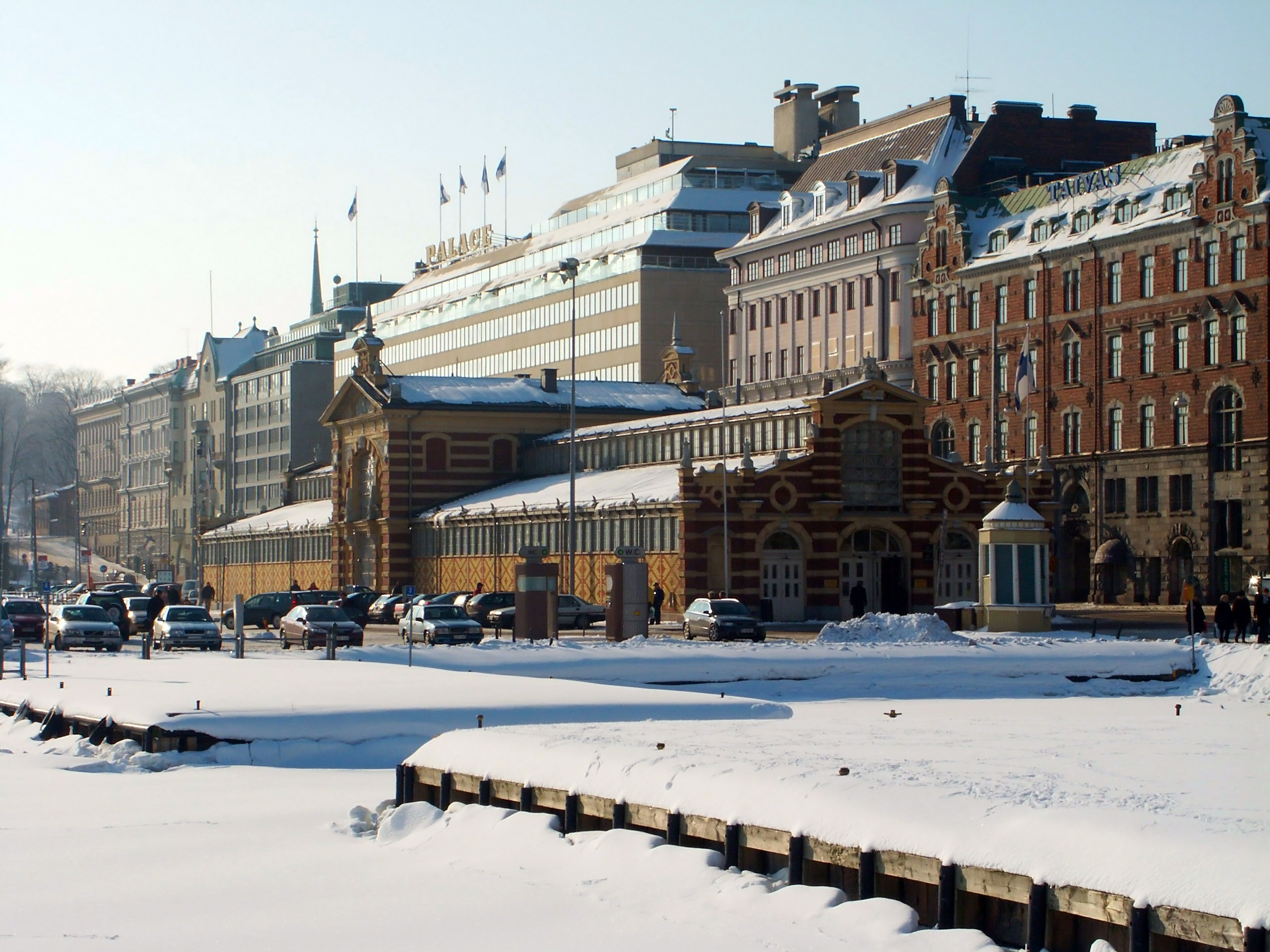
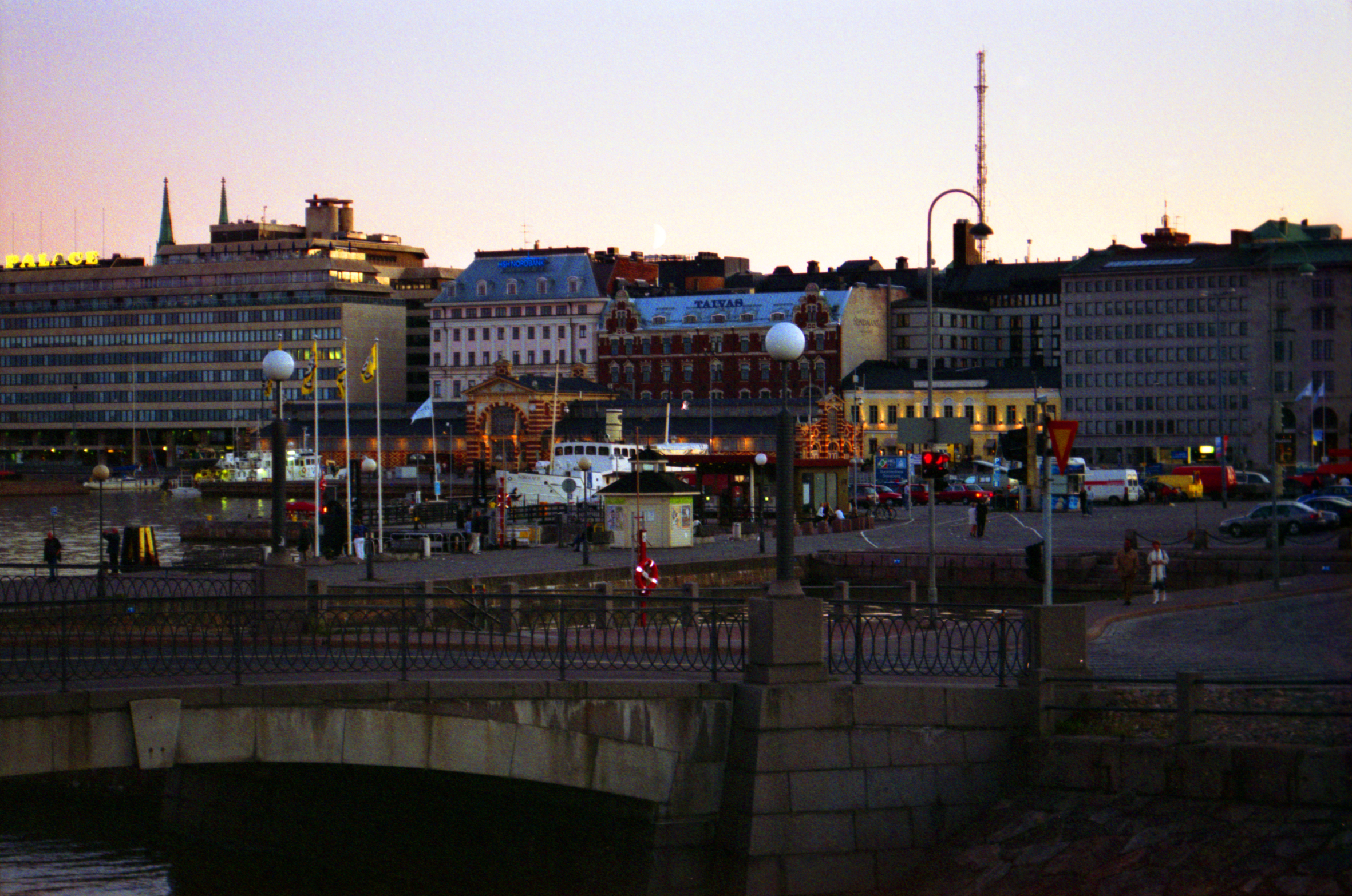
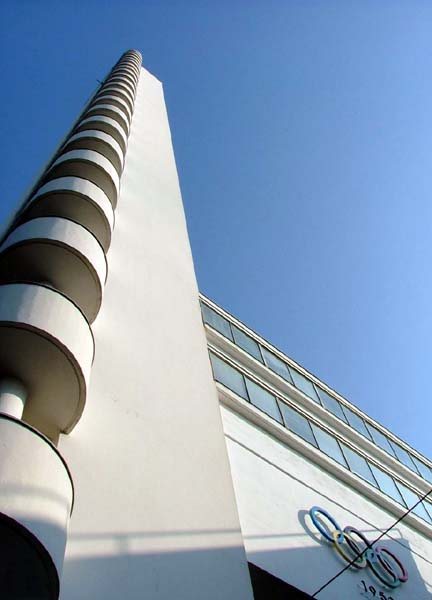
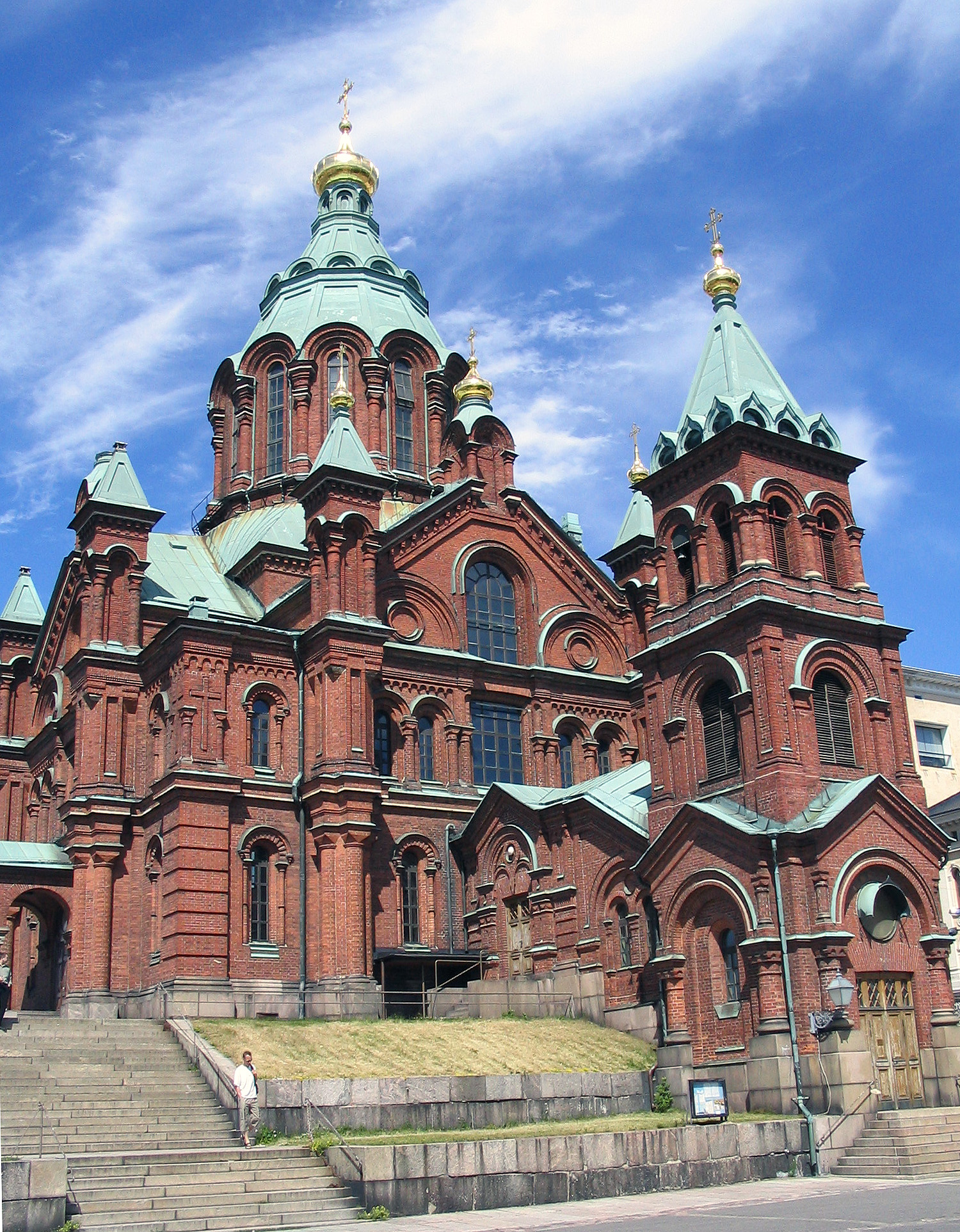
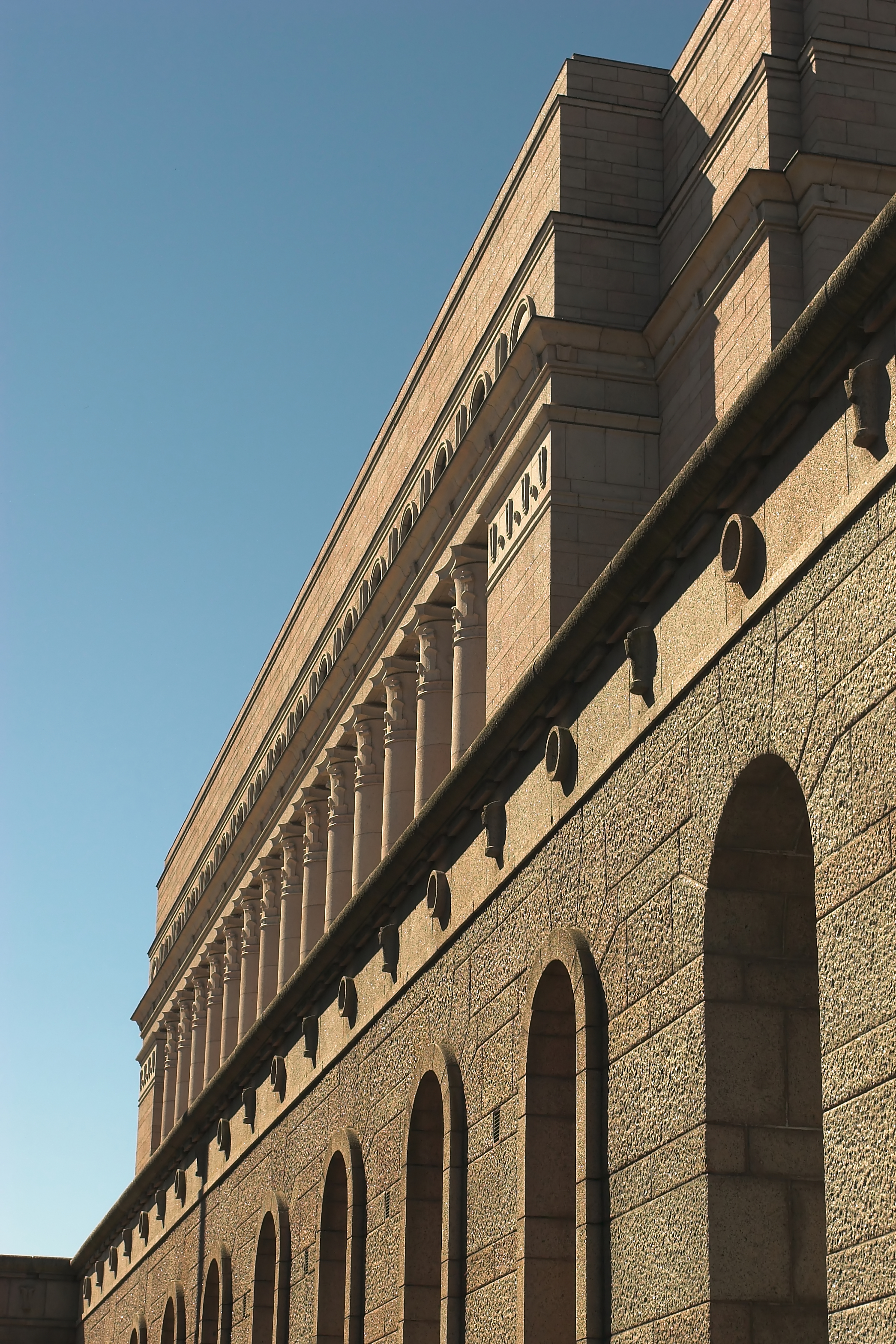
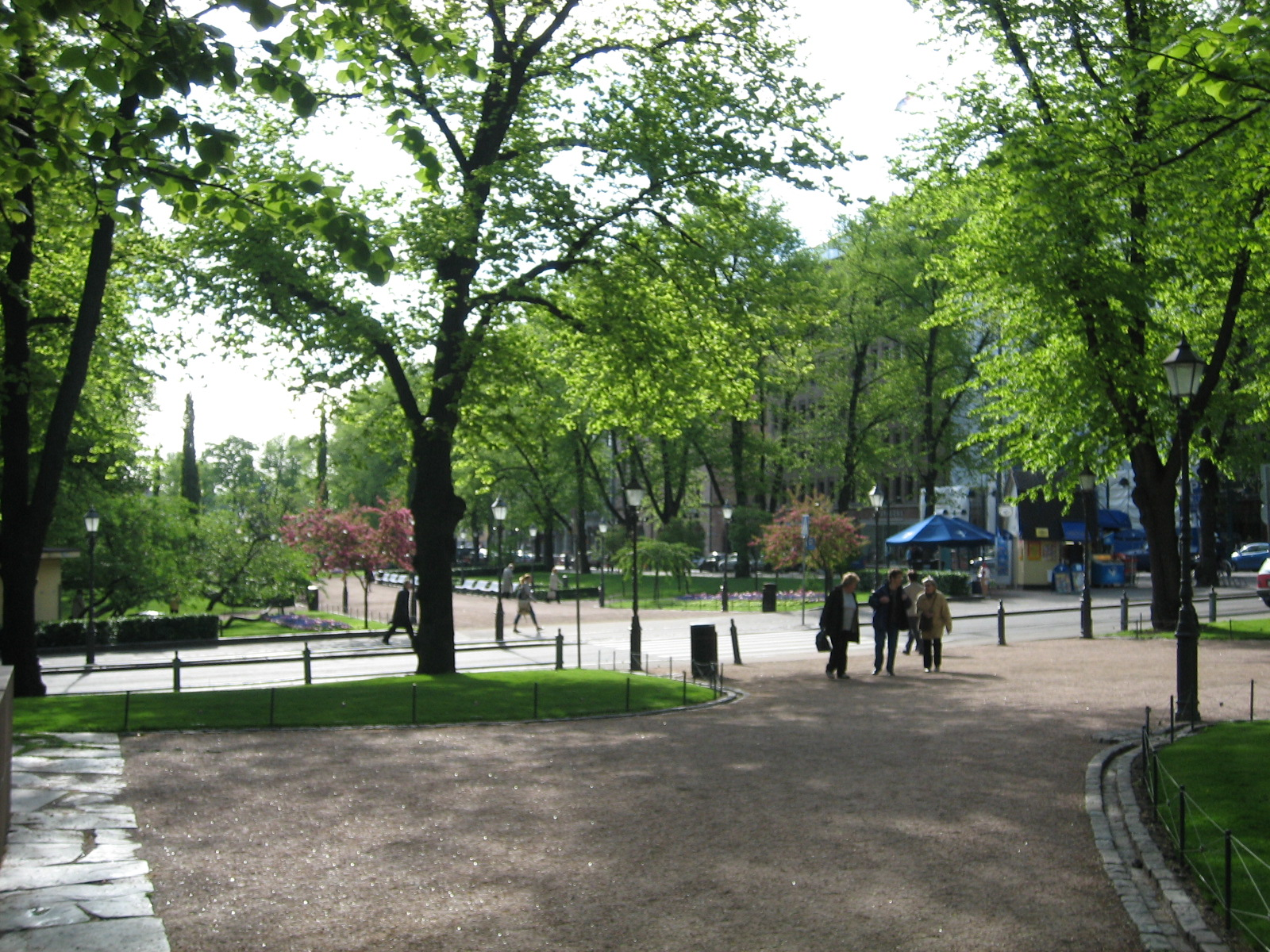
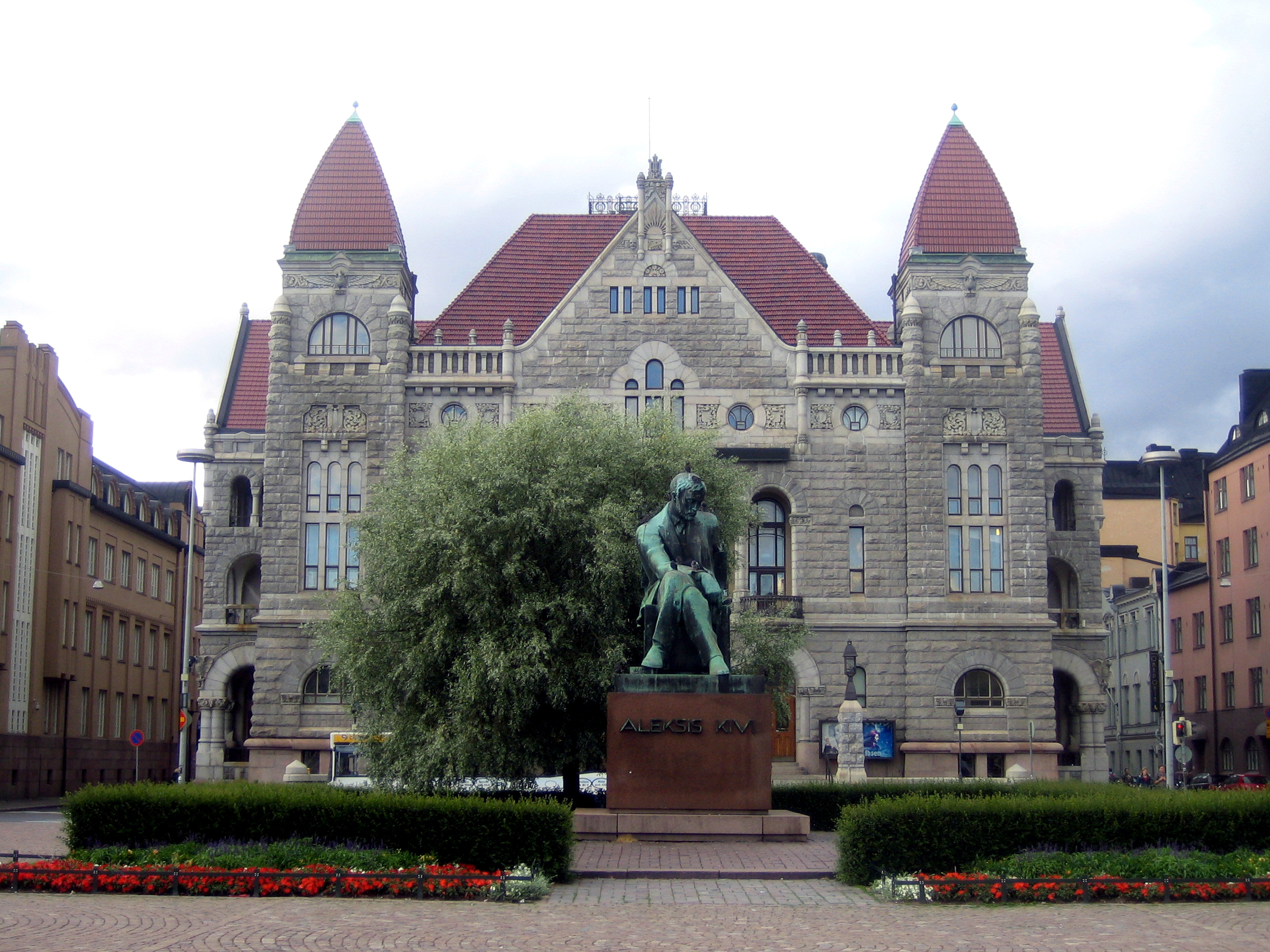
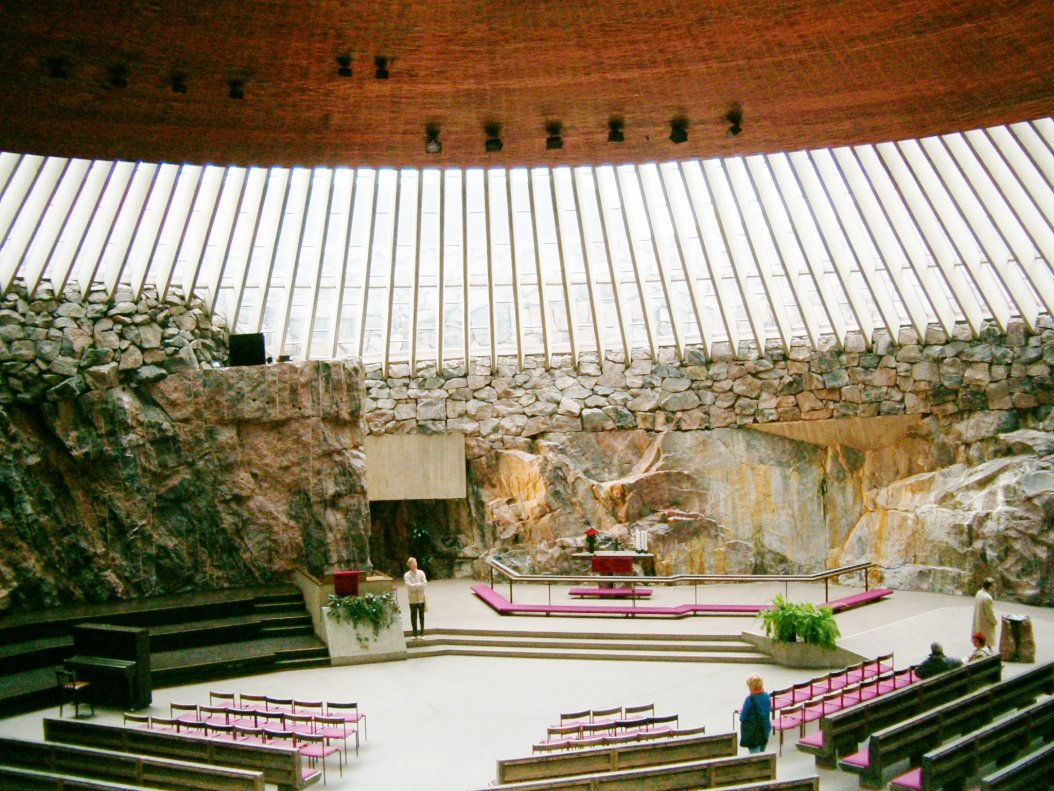
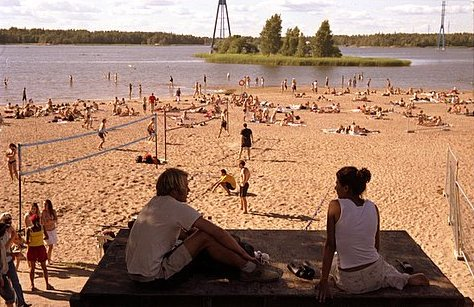
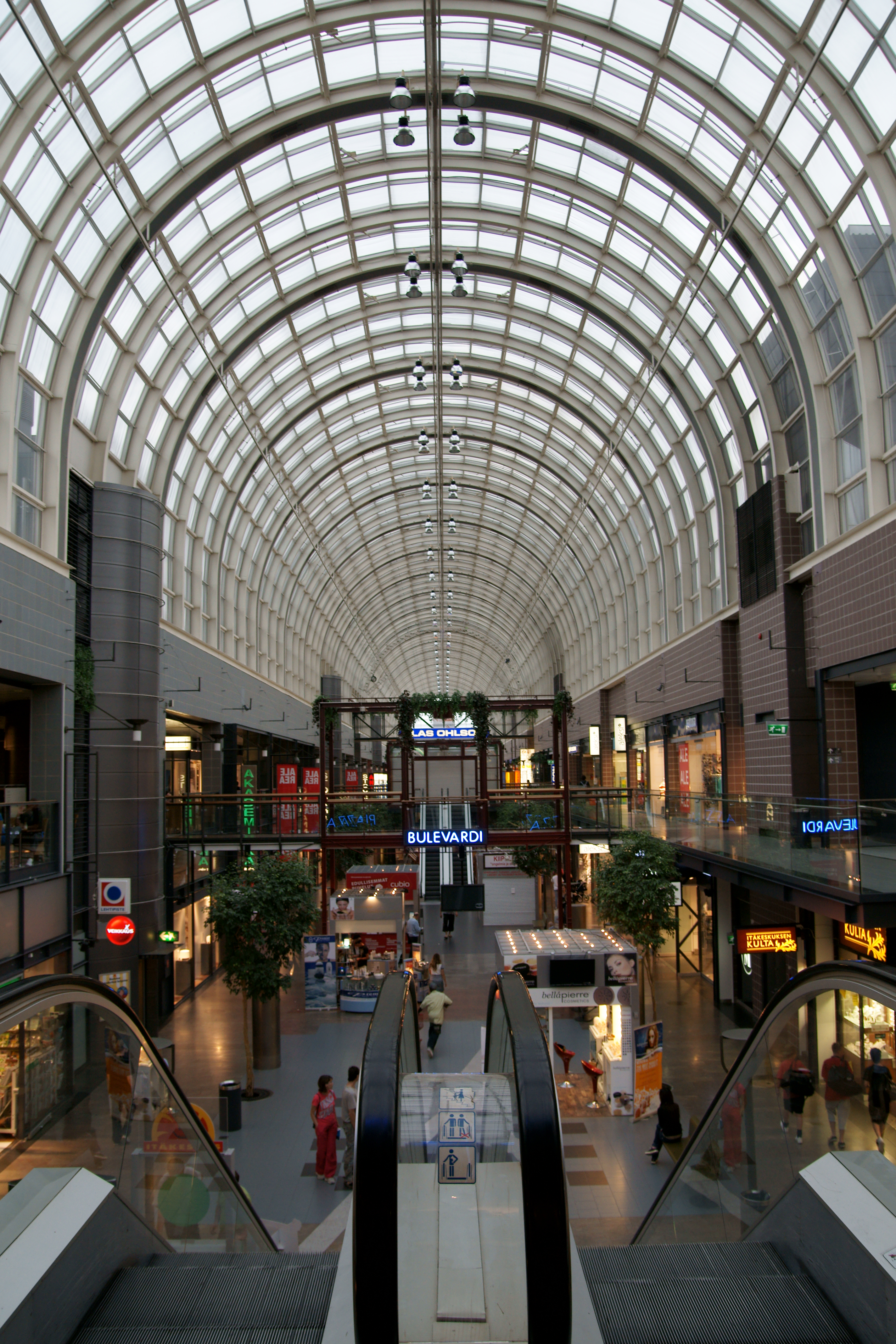
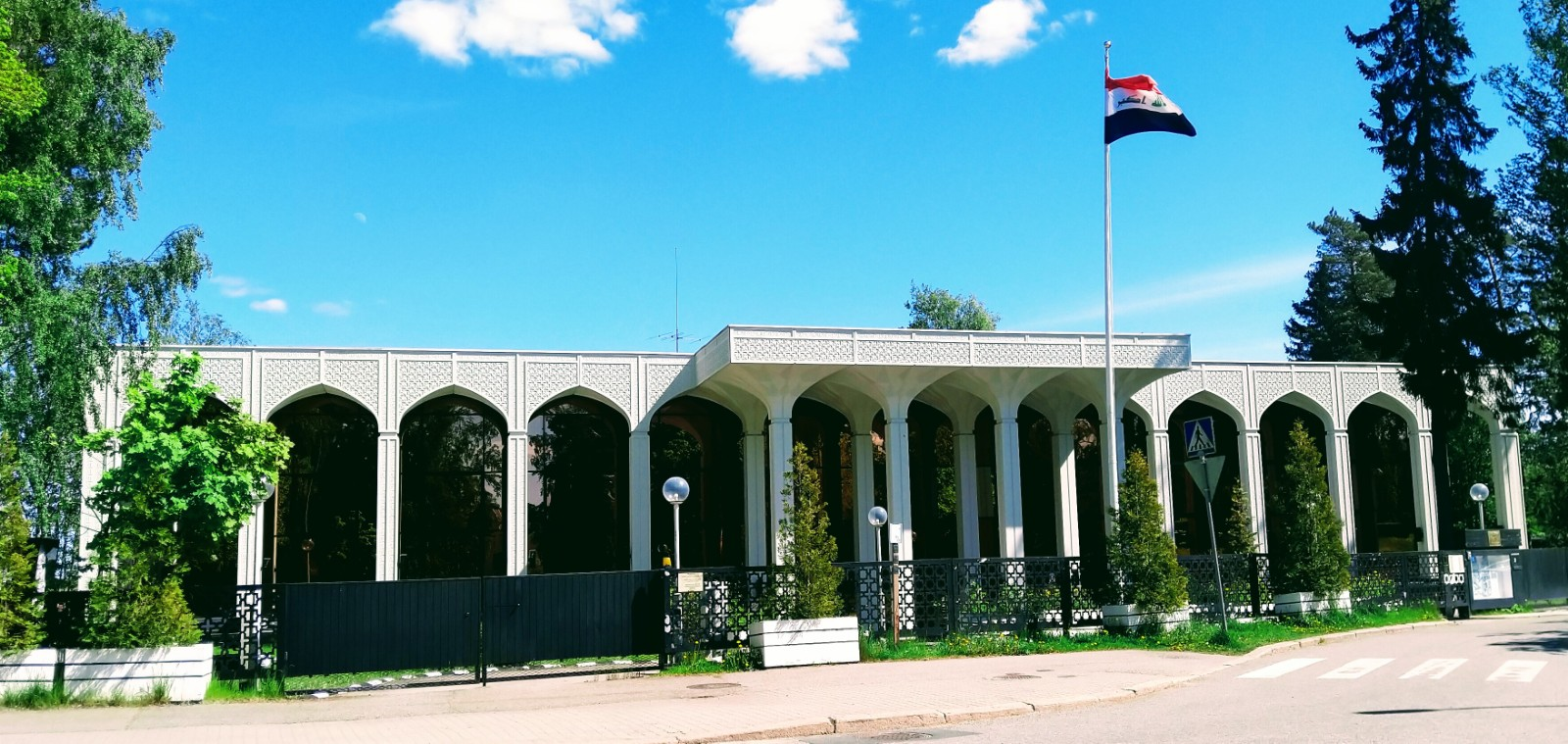
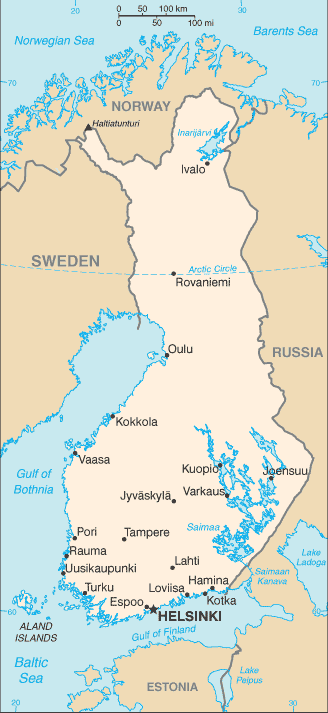

## جستارهای ویژه
- ایته‌کسکوس
- فهرست شهرهای فنلاند
- دانشگاه هلسینکی
- لینوس توروالدز